# Le Gang (film)
Pour les articles homonymes, voir Le Gang.
Pour plus de détails, voir Fiche technique et Distribution.
Le Gang est un film franco-italien réalisé en 1976 par Jacques Deray et sorti en 1977.

## Synopsis
Dans la France d'après-guerre, le gang des Tractions Avant défraie la chronique par ses exploits de cambrioleurs qui ne causent jamais mort d'homme. 
Le film s'inspire de l'histoire du criminel français Pierre Loutrel, connu sous le nom de « Pierrot le Fou » et de son gang dit des « Traction Avant », du fait du type de voiture dans laquelle ils organisaient leurs vols.

## Fiche technique
- Titre : Le Gang
- Titre italien : La gang del parigino (litt. Le Gang des Parisiens)
- Réalisation : Jacques Deray
- Scénaristes : Roger Borniche, Alphonse Boudard, Jean-Claude Carrière, d'après l'œuvre de Roger Borniche
- Photographie : Silvano Ippoliti
- Musique : Carlo Rustichelli
- Son : Guy Villette
- Décors : Théobald Meurisse
- Costumes : Jacques Fonteray
- Montage : Henri Lanoë
- Assistant-réalisateur : Romain Goupil, Thierry Chabert, Jean Couturier
- Photographe de plateau : Victor Rodrigue
- Producteur délégué : Alain Delon
- Directeur de production : Henri Jacquillard
- Pays d'origine :  France /  Italie
- Format :
- Genre : film de gangsters et drame
- Durée : 100 minutes
- Date de sortie : 19 janvier 1977
- Affiche : René Ferracci (France)

## Distribution
- Alain Delon : Robert Lurcin, dit « Le Dingue »[2]
- Nicole Calfan : Marinette
- Xavier Depraz : Jo
- Adalberto Maria Merli : Manu
- Maurice Barrier : Lucien, dit « Le Mammouth »
- Catherine Lachens : Janine la femme de Lucien
- Roland Bertin : Raymond
- Agnès Château : la femme de Raymond
- Giampiero Albertini : Léon
- Laura Betti : Félicia la femme de Léon
- Raymond Bussières : Cornélius
- Gilette Barbier : Hélène la femme de Cornélius
- Nicole Desailly : la secrétaire de l'usine
- Marc Lamole : un employé de l'usine
- Albert Augier : le comptable de l'usine
- Yvonne Dany : témoin du hold-up à Soissons
- Jacques Plée : un employé des chemins de fer
- Albert Michel : le photographe
- Robert Dalban : le chasseur de rats
- Dominique Davray : la prostituée de la Goutte d'Or
- Jacques Pisias : un flic à la Goutte-d'Or
- Lionel Vitrant : un flic à la Goutte-d'Or
- Jo Dalat : le clochard au commissariat
- Roland Amstutz : un policier au commissariat
- Paul Mercey : un policier au commissariat
- Marc Eyraud : le prêtre au baptême
- Anne Jousset : une amie de Janine au baptême
- Henri Attal : Marcel, un ami, client de La Belle Oseille, chez Cornélius
- Jacques Sereys : le préfet
- François Lalande : le commissaire de police
- Carlo Nell : un inspecteur de police
- Frank Stuart : un employé de la dernière société cambriolée
- André Falcon : le bijoutier
- Carole Leroy : Louisette la femme du bijoutier
- Fred Smith : un soldat au Tango Bar
- Louise Chevalier : la garde-malade de Léon
- Robert Klein
- Yves Morgan-Jones (jouant son propre rôle)
- Jado

## Tournage
Le film a été tourné dans les départements de 
- L'Aisne
- Les studios de Boulogne-Billancourt (SFP), 2 rue de Silly
- À Paris